# Jung-gu, Busan
Khu Trung là một khu trực thuộc thành phố Busan, Hàn Quốc. Khu này có diện tích 2,8 km² với dân số 52.000 người.

## Đơn vị hành chính
Jung-gu chia thành 8 dong, với tổng cộng 9 dong hành chính, như sau:
- Jungang-dong
- Donggwang-dong
- Daecheong-dong
- Bosu-dong
- Bupyong-dong
- Gwangbok-dong
- Nampo-dong
- Yeongju-dong (2 dong hành chính)

## Liên kết
- Jung-gu website Lưu trữ ngày 8 tháng 5 năm 2008 tại Wayback Machine (tiếng Anh)
- Jung-gu-City of Busan (tiếng Anh)